# Занино (Вашкинский район)
Занино — упразднённая деревня в Вашкинском районе Вологодской области. Входила в состав Андреевского сельского поселения, с точки зрения административно-территориального деления — в Андреевский сельсовет. Исключена из учётных данных в 2024 году.

## География
Расстояние по автодороге до районного центра Липина Бора — 56 км, до центра муниципального образования деревни Андреевская — 22 км. Ближайшие населённые пункты — Логиново, Сапогово, Филиппово.

## Население
| 2010 |
| ---- |
| 0    |

По данным переписи в 2002 году постоянного населения не было.